# Mayantoc
Mayantoc est une localité de la province de Tarlac, aux Philippines. En 2015, elle compte 32 232 habitants.